# Mercredi 04:45
Pour plus de détails, voir Fiche technique et Distribution.
Mercredi 04:45 (Τετάρτη 04:45, Tetárti 04:45) est un film grec réalisé par Aléxis Alexíou, sorti en 2015.

## Fiche technique
- Titre : Mercredi 04:45
- Titre original : Τετάρτη 04:45 (Tetárti 04:45)
- Réalisation : Aléxis Alexíou
- Scénario : Aléxis Alexíou
- Pays de production :  Grèce,  Allemagne,  Israël
- Durée : 110 min.
- Version : grec
- Sous-titrage : français
- Pellicule :
- Son :
- Musique :
- Postproduction :
- Travaux du son :
- Lieu de tournage :
- Production : Twenty Twenty Vision, CL Productions, Pie Films

## Distribution
- Stélios Máinas : Stélios
- Dimítris Tzoumákis : Vássos
- Adam Bousdoukos : le conducteur
- Giórgos Symeonídis : Omér
- Mimi Brănescu : Le Romain
- María Nafpliótou : Sofía
- Spýros Sidirás : Leftéris